# L'Inconnue dans la cité
Pour les articles homonymes, voir L'Inconnue.
 (octobre 2021).
Si vous disposez d'ouvrages ou d'articles de référence ou si vous connaissez des sites web de qualité traitant du thème abordé ici, merci de compléter l'article en donnant les références utiles à sa vérifiabilité et en les liant à la section « Notes et références ».
L'Inconnue dans la cité est un court métrage de Claude Guillemot réalisé en 1963.

## Fiche technique
- Réalisation : Claude Guillemot

## Distribution
- Michel Serrault